# Maud Frizon
Maud Frizon de Marco, souvent appelée plus simplement Maud Frizon, et née Danielle Maud Frizon en 1941 à Paris, est une créatrice de mode spécialisée dans les chaussures pour femmes. Elle a créé des modèles pour ses marques, Maud Frizon et Miss Maud notamment, ainsi que pour d'autres stylistes.

## Biographie
Née en 1941, elle commence sa carrière dans les années 1960 comme mannequin pour les maisons de haute couture parisiennes, comme Nina Ricci, Jean Patou et André Courrèges. À l'époque, les mannequins devaient fournir leurs propres chaussures pour s'adapter aux vêtements que les créateurs leur confiaient pour leurs défilés et leurs séances de photos. Maud Frizon ne trouvant pas en chaussures des modèles qui lui plaisent, en 1969,  décide en 1969 de créer son entreprise et ses propres modèles, puis ouvre, toujours en 1969, sa première boutique dans le quartier Saint-Germain-des-Prés, rue des Saints-Pères,  à Paris.
Cette première collection de chaussures rencontre un certain succès. S'inspirant des traditions de Beth Levine (en) et préfigurant les créations ultérieures de Manolo Blahnik ou de Christian Louboutin, les chaussures Frizon sont originales, voyantes et extravagantes, avec par exemple des talons hauts coniques,.
L'apogée de son succès se situe dans les années 1980. Elle conçoit aussi, autres exemples, en 1974 une sandale Fleur en 1974, une sandale Serpent en 1983 dont la lanière s'enroule autour de la cheville, ou encore des mocassins de toile jonquille en 1986 sur de gros talons rouges. Maud Frizon aime utiliser les couleurs et varier les matériaux, souvent dans des combinaisons inhabituelles. Brigitte Bardot était une habituée de ses boutiques, connue pour son amour des bottes russes, de couleur rouge, à talons hauts de Frizon,. Dans son ouvrage Shoes - Fashion and Fantasy, Colin McDowell (en) écrit : « Si l'on peut dire que les chaussures ont une personnalité, aucune n'en a plus que les produits de l'imagination de Maud Frizon ».
Bien que Maud Frizon ait lancé des chaussures sous ses marques Maud Frizon et Miss Maud, elle a également conçu des chaussures pour Azzedine Alaia, Missoni et Sonia Rykiel, entre autres. Souhaitant garder la main sur la fabrication de ses modèles, elle a implanté des usines, notamment en Italie,, et à Romans-sur-Isère.
En 1999, Frizon et son époux Luigi Di Marco vendent leur entreprise et leurs marques à Helene Wajnblum-Liu et son mari, qui complètent leur offre avec des sacs à main et des accessoires en cuir, tout en développant la chaîne de boutiques Frizon. Le siège de l'entreprise reste à Paris, avec des boutiques à Paris, Lyon, New York, Pékin et Hong Kong.